# 2007 en Bretagne
 Chronologie de la Bretagne
- 2003
- 2004
- 2005
- 2006
- 2007
- 2008
- 2009
- 2010
- 2011

Cette page recense des événements qui se sont produits durant l'année 2007 en Bretagne.

## Société
- Création du parc naturel marin d’Iroise au large du Finistère.

## Politique

### Élections législativesdes10et17 juin
- Élections législatives de 2007 dans les Côtes-d'Armor
- Élections législatives de 2007 dans le Finistère
- Élections législatives de 2007 en Ille-et-Vilaine
- Élections législatives de 2007 dans le Morbihan